# Satchinez, Timiș
Satchinez este satul de reședință al comunei cu același nume din județul Timiș, Banat, România.

## Localizare
Se situează în zona central-nordică a județului Timiș, la 25 km nord-vest de municipiul Timișoara, pe drumul județean DJ693 Biled - Orțișoara. Se învecinează la nord cu [Gelu,] la nord-est cu [Bărăteaz], la est cu [Călacea], la sud-est cu [Hodoni], la sud-vest cu [Biled], la vest cu [Șandra] și la nord-vest cu [Variaș].

## Istorie
Prima atestare documentară a Satchinezului ar fi în anul 1154, fiindcă în anul 1154 geograful arab Sarifal Idrisi, în "Cartea desfătărilor", după ce spune că Timişoara este „un oraş plăcut... oferind bogăţii mari", descrie cu precizie drumul de la Cavorz (Carlovitz) până la Timişoara, menţionând că acesta trece prin Knez.A doua atestare documentară a Satchinezului datează din 1230, când apare menționat cu numele Kenaz. Băștinașii îi spuneau și „Chinezu”. Pe listele de dijmă papale din 1332 apare cu numele Kenes și aparținea de județul Cenad.
Nu există documente istorice exacte care să confirme că în Satchinez s-a născut sau a trăit legendarul comandant de oști Paul Chinezu (Pavel Chinezu,Kinicsi Pal,Paulo de Kynys Comes Temesienses) cel care nu a pierdut nici o bătălie împotriva turcilor.
În 1786 localitatea este colonizată cu germani, dar românii rămân majoritari.
Cele trei biserici au fost construite în 1804 (ortodoxă-românească), 1823 (romano-catolică) și 1889 (ortodoxă-sârbă).

## Personalități locale
- Emanuil Ungureanu (1845 - 1929), avocat, filantrop, om de cultură bănățean dedicat emancipării culturale a românilor bănățeni.